# Großsteingrab Hambergen
Das Großsteingrab Hambergen (auch Großsteingrab Heißenbüttel) war eine megalithische Grabanlage der jungsteinzeitlichen Trichterbecherkultur bei Heißenbüttel, einem Ortsteil von Hambergen im Landkreis Osterholz (Niedersachsen). Es wurde im 19. Jahrhundert zerstört.

## Lage
Das Grab befand sich in Heißenbüttel „vor dem Hof des Baumanns Gevert“. Etwa 3 km nördlich lagen die ebenfalls im 19. Jahrhundert zerstörten Großsteingräber bei Vollersode.

## Beschreibung
Die Anlage besaß eine nordost-südwestlich orientierte Grabkammer, die nach Johann Karl Wächter einen Umfang von 36 Fuß (ca. 10,5 m) bzw. nach Johannes Heinrich Müller und Jacobus Reimers eine Länge von etwa 6 Schritt (ca. 4,7 m) und eine Breite von etwa 3 Schritt (ca. 2,3 m) hatte. Wächter zählte 1841 vier Wandsteine und einen einzelnen aufliegenden Deckstein mit einem Umfang von 25 Fuß (ca. 7,3 m) und einer Dicke von 4 Fuß (ca. 1,2 m). Müller und Reimers stellten 50 Jahre später hingegen sechs Wandsteine (evtl. hatte Wächter nur die Steine der Langseiten gezählt?) und zwei Deckstein-Bruchstücke fest. Anhand dieser Beschreibungen könnte es sich um einen erweiterten Dolmen gehandelt haben.